# Улица Алмаса Ильдырыма
«Улица Алмаса Ильдырыма» (азерб. Almas İldırım küçəsi) — одна из улиц города Баку. 
Ближайшая к улице станция метро — Ичери-Шехер.

## История
До сооружения водопровода эта улица имела жизненно важное значение для всего города, поскольку отсюда из колодцев, пробитых в скальном чемберекендском грунте, брали питьевую воду и развозили её в бочках по городу. Отсюда и её первое название — Водовозная.
В годы существования Азербайджанской Демократической Республики на этой улице в доме, известном как «дом Митрофанова», располагалось дипломатическое представительство Франции.
Позже улица носила имя С. А. Агамали оглы. Вскоре ей было присвоено имя П. П. Ширшова.
Современное название в честь азербайджанского поэта-эмигранта Алмаса Илдырыма.